# Hermanus Thomas Lureman
Herman(us) Thomas Lureman (Tiel, 26 augustus 1890 – Hilversum, 31 maart 1965) was een Nederlands componist, dirigent en militaire muzikant. Hij was het het oudste van vier kinderen van het echtpaar Hermanus Thomas Lureman (1859-1915) en Johanna Maria Huijer (1862-1939). Voor bepaalde werken gebruikte hij het pseudoniem Paul Herthom.

## Levensloop
Lureman werd in 1911 militaire muzikant in Nijmegen. Op 5 oktober 1915 huwde hij Willempje Mostert in Nijmegen. In 1923 veranderde hij zich tot de Militaire muziekkapel van het 5e Infanterie Regiment in Amersfoort. Aldaar werd hij in 1940 militaire kapelmeester. In 1949 ging hij met pensioen. Als dirigent was hij ook binnen de amateuristische muziekbeoefening bij diverse harmonie- en fanfareorkesten werkzaam. Voor dit genre componeerde hij ook een aantal werken. 

## Composities

### Werken voor harmonie- of fanfareorkest
- Brinio
- Damocles
- De oude toren
- Donna Flora, ouverture
- Door weer en wind, mars, op. 14
- Dramatische ouverture
- Feestouverture
- Full Speed, mars voor harmonieorkest
- Gelria, mars, op. 15 - opgedragen aan de Muziekvereniging Na Arbeid Gezelligheid Weurt
- Groet aan Beek, mars
- Groot Amsterdam, op. 17
- Herfstkleuren, wals
- Hockeymarsch, officiële mars van de  KNHB
- Juno
- Le val Obscur
- Luxor marsch
- Marcella, ouverture
- Marietta
- Pluto
- Potpourri van Christelijke liederen
- Roberto, ouverture
- Romantische suite
- Roselinde
- Schouder aan schouder, mars, op. 5
- Sylvia Renée
- Uit volle borst, mars
- Victoria
- Weense Parels, potpourri